# Bollnäs domsaga
Bollnäs domsaga var en domsaga i Gävleborgs län. Den bildades 1907 när Södra Hälsinglands domsaga delades. 
1971 upplöstes denna domsaga och verksamheten övertogs av Bollnäs tingsrätt
Domsagan lydde under Svea hovrätt. 
Till domsagan hörde enbart Bollnäs domsagas tingslag.

## Häradshövdingar
- 1907-1931 Gustaf Gröning
- 1932-1950 John Larson
- 1950-1970 Nils Baumgardt